# Zorzines neocervinalis
Zorzines neocervinalis är en fjärilsart som beskrevs av Inoue 1982. Zorzines neocervinalis ingår i släktet Zorzines och familjen nattflyn. Inga underarter finns listade i Catalogue of Life.